# Târcov, Buzău
Târcov este un sat în comuna Pârscov din județul Buzău, Muntenia, România. Se află în zona Subcarpaților de Curbură, în valea Buzăului, pe malul stâng al râului.
În satul Târcov au fost descoperite zidurile de apărare ale unei cetăți dacice din secolul I î.Hr.
La sfârșitul secolului al XIX-lea, Târcov era reședința unei comune formată din cătunele Gura Târcovului, Oleșești, Târcov și Trestieni, cu 900 de locuitori, 2 biserici și o școală.
În 1925, comuna Robești a fost desființată și inclusă în comuna Târcov, împreună cu comuna Gura Aninoasei. Comuna Târcov avea astfel 3491 de locuitori și făcea parte din plasa Sărățelu.
În 1950, cele comuna Târcov a fost inclusă în plasa Cărpiniștea a regiunii Buzău și apoi (după 1952) a regiunii Ploiești. În 1968, ea a fost desființată și împărțită între comunele Pârscov și Berca.